# Formación Balde de Leyes
La formación Balde de Leyes es un sistema geológico que forma parte de la cuenca Marayes-El Carrizal. Se encuentra localizada en el sudeste de la provincia de San Juan, centro-oeste de la Argentina. Esta cuenca se encuentra correlacionada con la cuenca de Ischigualasto-Villa Unión y juntas forman parte de una serie de cuencas de rift continentales que se desarrollaron sobre el margen oeste de Pangea durante el Mesozoico temprano.

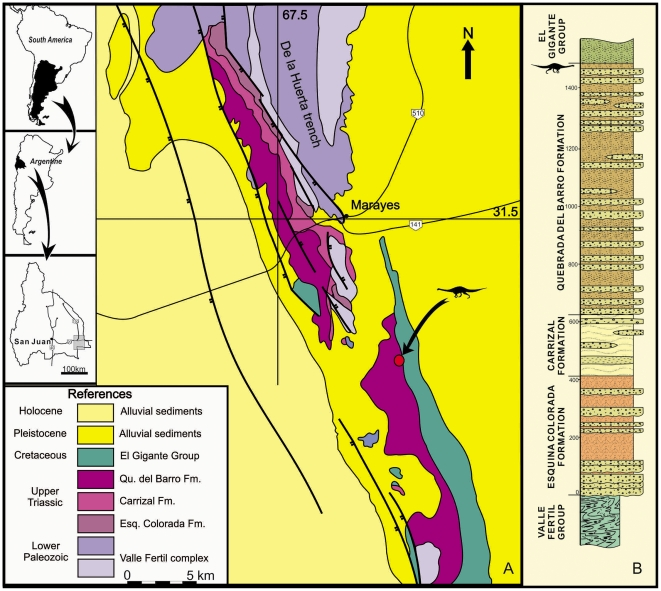
Mapa de ubicación

## Antecedentes
La Formación Balde de Leyes fue definida en el 2015 un grupo de investigadores a partir de los estudios realizados mediante sensores remotos de imágenes satelitales, sedimentológicos y paleontológicos. Estos estudios permitieron reconocer en la parte superior de la sucesión sedimentaria, un estrato con color de reflectancia naranja que comenzaba con una progradación del sistema depositacional, caracterizado por un cambio facial abrupto y con contenido paleontológico de afinidad Jurásica.
Esta unidad  había sido considerada anteriormente como parte de la sucesión de la cuenca cretácica El Gigante (Formación El Jume o Los Riscos, o bien como parte de la Formación Quebrada del Barro, según otro equipo de investigación.

## Distribución areal
La Formación Balde de Leyes aflora en el sureste del mapa con extensión norte-sur desde las sierras Imanas hasta el sur de la zona. Se encuentra entre el cerro El Gigantillo y las Lomas de Leyes. El área estudiada se encuentra próxima a la pequeña localidad de Balde de Leyes, en el departamento Caucete.

## Litología
La nueva unidad se describe como un conjunto de espesos conglomerados de color rojo oscuro intercalados con areniscas finas de poco espesor, que adquieren aspecto lajoso de areniscas finas con algunos niveles evaporíticos en las partes superiores de la secuencia.

## Paleontología
La Formación Balde de Leyes presenta una asociación de vertebrados monoespecífica formada por el sauropodomorfo basal leyesaurus marayensis, que presenta afinidades con Massospondylus y Adeopapposaurus del Jurásico Inferior.

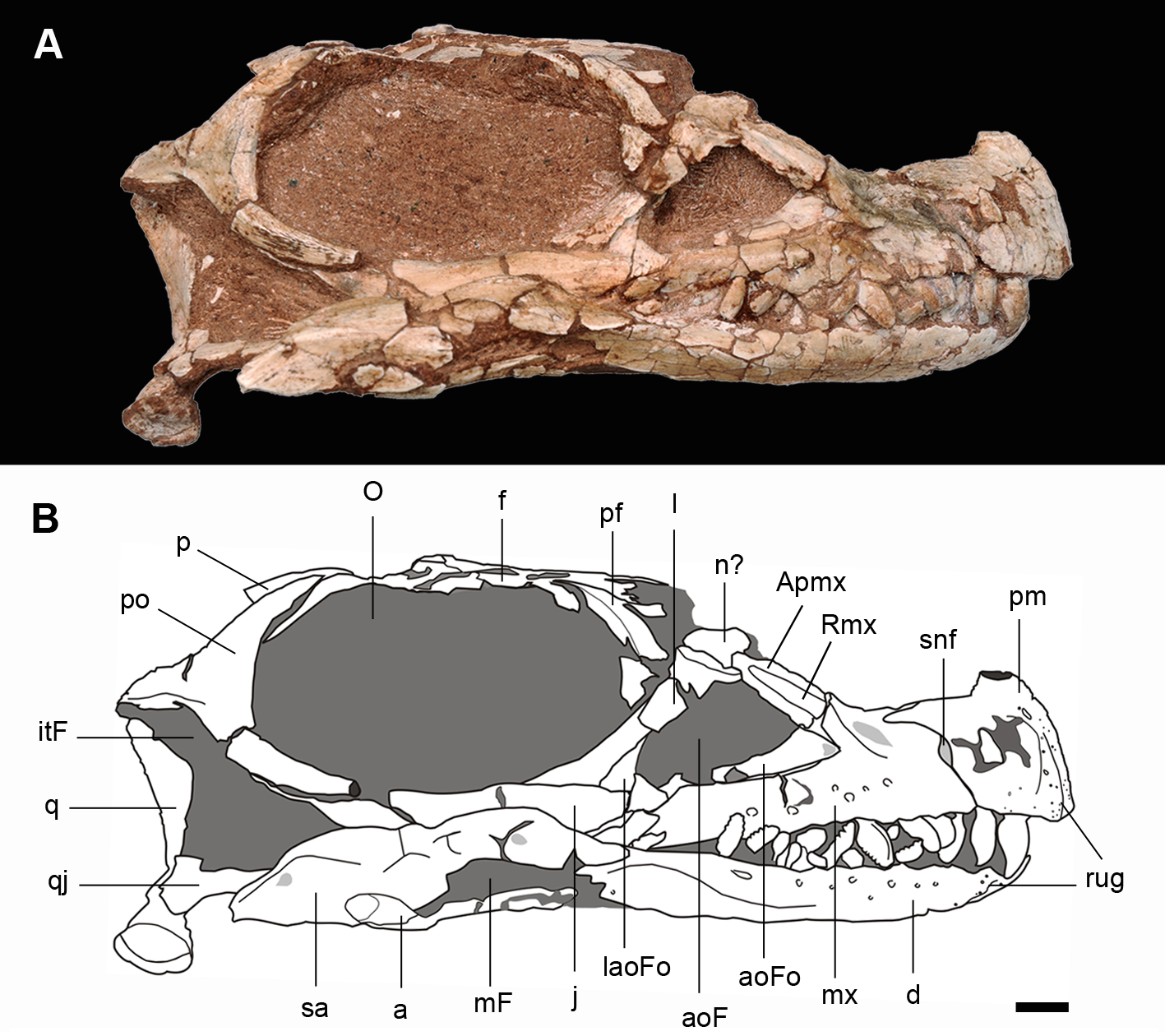
Vista lateral del cráneo de Leyesaurus.
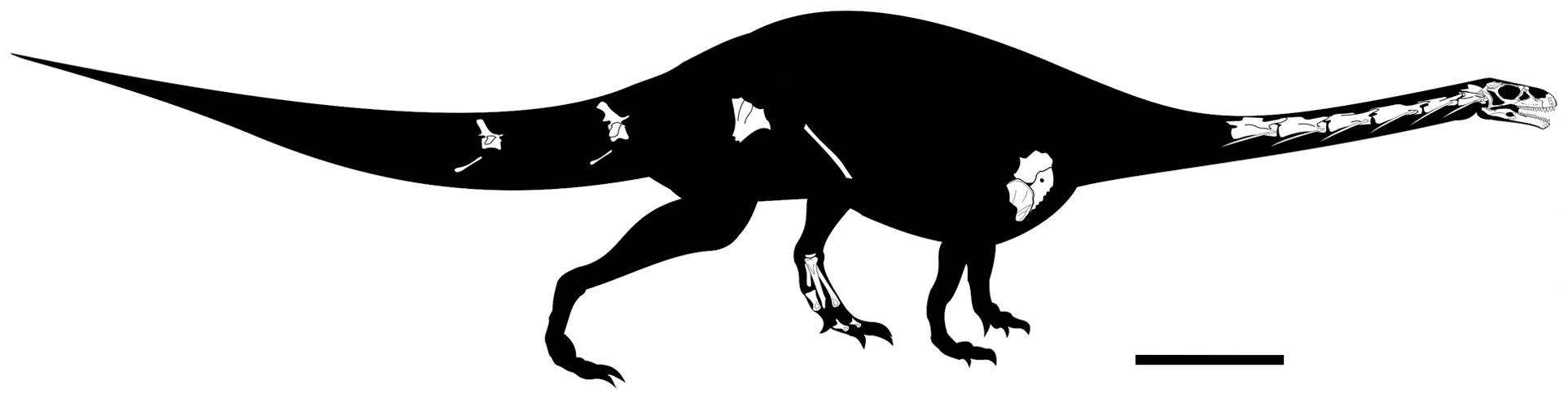
Leyesaurus es un género de dinosaurio sauropodomorfo masospondílido que vivió a principios del período Jurásico.

Existen proyectos tendientes a crear un área protegida en la región a fin de preservar el yacimiento e integrarlo como patrimonio natural y cultural de la provincia.

## Ambiente
Se definieron tres ambientes de características distintivas. El primero es un ambiente fluvial proximal con canales monoepisódicos y pelitas masivas que es interpretado como canales gravosos de alta sinuosidad con planicies de inundación formadas por crecidas.  El segundo es interpretado como canales amplios, poco marcados, cuyas planicies están dominadas por flujos mantiformes terminales en las épocas de avenidas, invadidos por la actividad biogénica y pedogenética en la época menguante. En este sector se encuentran la mayor parte de los fósiles vertebrados, los que de acuerdo a su tafonomía evidencian haber sido preservados en clima árido-salino y energético.

Finalmente, se instaura un ambiente de barreal, en el cual hay interacción eólica.

Los autores asemejan la retrogradación del ambiente con la del sistema fluvial tributario.

## Relación estratigráfica
El límite inferior está definido por conglomerados polimícticos que se apoyan mediante una discordancia erosiva sobre pelitas y evaporitas de la Formación Quebrada del Barro y el límite superior corresponde a depósitos de areniscas finas con láminas de evaporitas que están cubiertas por las sedimentitas cretácicas de la cuenca El Gigante a través de una discordancia angular erosiva.

## Edad y correlación
La Formación Balde de Leyes es asignada al Jurásico Inferior por su correlación con la Formación Cañón del Colorado del depocentro de Mogna y la Formación Upper Elliot de la cuenca del Karoo, Sudáfrica.